# ASA 모델
ASA 이론은 심리 이론의 하나이다. 1987년 B. 슈나이더(B. Schneider)에 의해 만들어졌다.

## 정의
1987년에 B. 슈나이더(B. Schneider)에 의해 만들어진 심리이론이다. 이론은 크게 유인(Attraction), 선발(Selection), 소멸(Attrition)의 세 단계로 구성되어 있다. 유인은 개인이 조직에 들어갈 때 성격, 가치관, 이해관계 등 여러 측면에서 기존 구성원들이 자신과 유사한 특성을 가진 조직에 끌리는 단계이며, 선발은 조직이 신규 구성원을 채용할 시 기존 구성원들과 유사한 특징을 가진 인원을 선택할 가능성이 높다는 단계이다. 마지막으로 소멸은 조직에 선발된 인원들이 조직의 다른 특성 때문에 적응하지 못한다면 떠나게 되는 단계이다. 이 세 단계를 통해 조직 구성원들의 개인적 특성은 시간이 지나면서 더욱 유사해지며 이것이 곧 실질적인 조직문화를 형성한다는 것이 ASA 이론이다.

## 기원
심리학과 경영학에서 100년이 넘도록 단체, 기술, 구조, 환경 등의 상황 변수가 조직 구성원들의 행동에 미치는 영향에 대한 논의가 진행되어 왔으며, 메릴랜드 대학의 심리학 명예 교수인 벤자민 슈나이더(Benjamin Schneider)는 심리학자들이 조직 구성원들의 개인적 유형을 조직 이론에 포함시키지 못했다고 주장했다. 이는 곧 그가 1987년도에 발표한 ASA 프레임워크의 등장 배경이 되었다.
Schneider는 1987년 "사람들이 장소(조직)를 만든다"고 말하며 조직 문화, 분위기 및 관행은 조직 구성원들에 의해 결정된다는 Attraction – Selection – Attrition Framework (ASA Framework) 이론을 발표하였다. 이 이론은 심리학과 밀접한 관련이 있으며, 또한 사회화 과정의 일부로서 신입 구성원들이 해당 조직의 틀(Framework)에 맞춰지는 과정을 설명한다. 이후 여러 학자들의 관련 연구에 따라 이론의 한계점들이 발견되면서 1995년에 ASA 프레임워크가 개정되었으며, Schneider는 이미 기존의 이론에서도 조직적인 측면에서 특히 중요한 것은 개인이라고 언급했지만 1995년의 개정에서 조직 구성원들이 조직의 구조, 직무과정 및 문화에 원인이 된다는 항목을 추가했다.

## ASA 모델

### ASA Framework - "The People Make The Place"(1987)

#### A (Attraction)
개인은 조직에 들어갈 때 성격, 가치관, 이해 관계 및 기타 여러 측면에서 기존 구성원들이 자신과 유사한 조직에 끌리는 단계이다. “Making Vocational Choices"의 저자이자 심리학자인 Holland는 사람들이 조직을 선택할 때 자신과 유사한 성향을 가지는 조직을 선호하고 끌리게 된다고 주장했다. 그의 문헌에서는 ”직업의 선택은 사람들의 특성과 환경이나 특성의 정형화의 결과라고 추정된다.“와 ”환경의 특성은 그 환경을 지배하는 사람들의 특성에서 나온다.“라고 주장했다.
또한 심리학자 Tom은 사람들이 가장 선호하는 환경은 그 사람들이 가진 특성과 같은 특성을 가진 환경이라고 주장하였으며, 심리학자 Vroom은 사람들은 그들이 믿는 것이 가치있는 결과를 얻는 데 중요한 조직을 고른다.

#### S (Selection)
조직은 신규 구성원 채용 시 기존 구성원들이 가지고 있는 것과 유사한 지식, 기술 및 능력을 가진 인원을 선택할 가능성이 더 높다. 조직이 특정한 환경에 있거나 특별한 기술을 가지고 있다면 그들은 특정한 종류의 능력을 가진 인재를 필요로 한다. 조직은 인재 모집의 효율성을 위해 자신들의 집단이 필요한 능력을 가진 사람들만을 고용함으로써 조직 내 구성원의 다양성을 제한한다.

#### A (Attrition)
시간이 지날수록 조직에 잘 적응하지 못하는 구성원들은 떠나는 경향이 있다. 조직에 선발된 사람이 조직에서 지내는동안 그들이 조직에 맞지 않는다는 것을 발견한다면, 그들은 적응하지 못하고 떠날 것이다. Attrition에서 중요한 점은 조직에 맞지 않는 사람이 떠난다면 남은 사람들은 서로 비슷한 성향을 가질 것이다. 또한 시간이 지날수록 그들은 동질성을 형성할 것이다.

### "The ASA Framework: An Update" (1995)
Benjamin Schneider와 Harold W. Goldstein, D. Brent Smith는 1987년에 발표한 ASA 이론에 대한 학계의 여러 반응을 모아 1995년 여러 조사 내용을 포함한 The ASA Framework: An Update를 발표하게 된다.
이 문헌에서 저자들은 ‘ASA Model에 대한 현재까지의 연구 과정을 요약’하는 것에 중점을 두고 서술했다고 말하고 있으며, 실제로 기존 프레임워크의 수정이나 추가보다는 당시 학계의 여러 의문점들을 정리하고 이에 대한 저자들의 입장을 나타내는 것이 문헌의 주 내용이다.
또한, 문헌의 마지막 결론 부분에서 저자들은 ‘ASA 이론은 조직 심리학 분야에서 완전히 받아들여지기에 아직 부족한 부분이 많다’ 고 인정하면서도, 당시 학계를 지배하고 있던 이론들에 여러 조직의 다양한 경우들을 대입했을 때 상황에 따라 각각 분석의 귀결이 달라지는 단점을 지적하며 ASA 이론이 이에 대한 훌륭한 대안이 될 수 있음을 서술하고 있다.

## 사례
미군이 감소하는 입대지원율로 인해 고심하던 중 ASA 이론을 홍보전략의 일환으로 이용한 사례로서 ASA 이론이 사회집단의 활동에 필수적인 구성원 채용 단계에서 어떻게 활용될 수 있는지 보여주는 사례이다.
2000년도 미군의 모병방식에서, ASA 이론이 집단의 신규 채용에 이용되는 것을 확인할 수 있다. 미군은 1990년대에 입대 지원자들이 지속적으로 감소하는 문제점이 있었으며, 기존까지는 입대지원율을 높이기 위해 홍보회사와 대중매체를 이용하고 있었지만 효과가 좋지 않았다. 미군은 군 창설 225주년 기념일을 이용해 더 많은 모집인원을 받길 희망했다. 우선 미군은 자신들의 문제점을 파악하기 위해 홍보대행회사인 Agency Ketchum을 고용했다. Ketchum 사는 가장 먼저 사람들이 군대라는 조직에 매력을 느끼는지 파악하기 위해 외부의 군중들에게 정보를 수집했다. 그들의 반응 중 일부는 긍정적이였으며, 일부는 부정적이였다. 부정적인 반응들 중 대부분은 설령 자신이 군대에 있는 누군가를 안다고 하더라도 결코 젊은 사람이 군대에 가는 것을 독려하지 않을 것이라 주장했다.
Ketchum 사는 지원자들이 생각하기에 그들의 가치와 가진 기술들과 가장 비슷한 가치와 기술을 가진 집단을 선호할 것이라 생각하고 세 가지 특정한 홍보 메시지를 만들어냈다.
- 과거: 우리는 군대가 있었기 때문에, 지금의 나라를 가지고 있다.
- 현재: 군대는 국가행위의 실행자이다.
- 미래: 미군은 미국의 민주주의와 자유의 수호자이다.

미군은 이 메시지를 이용해 입대에 대해 긍정적으로 생각하는 16세의 백인 학생들, 17세의 유색인종 학생들, 그리고 22세의 히스패닉과 흑인 젊은이들의 집단을 발견할 수 있었다. 이로 인해 미군은 그들 조직의 신념에 맞는 특정 그룹을 타겟층으로 정할 수 있었다.
곧이어 미군의 창설 기념일에 그들은 여러 뉴스 프로그램과 기타 대중매체로부터 주목을 받았다. 이 홍보는 미군이 행한 가장 큰 홍보였고, 미군 홈페이지의 접속률은 전년도 대비 550% 상승하는 결과를 얻었다. 이 사례는 미군이 홍보전략을 이용해 입대신청율을 올린 성공적인 사례가 되었고, ASA 모델이 집단의 홍보에 어떻게 사용되는지 이해할 수 있는 좋은 사례가 되었다.